# هانتر توتو
هانتر توتو (انگلیسی: Hunter Tootoo) یک سیاست‌مدار اهل کانادا است. او وزیر شیلات، اقیانوس‌ها و گارد ساحلی کانادا است.